# Ангел Чалъков
Ангел Керезов Чалъков с псевдоним Райчев е български революционер, задграничен пунктов началник на Вътрешната македоно-одринска революционна организация.

## Биография
Чалъков е роден в 1865 година в Мустафапаша, тогава в Османската империя. Завършва основно образование и втори прогимназиален клас в родния си град и става учител. От 1883/1884 до 1886/1887 учебна година учителства в Ново село, Одринско, после две години в село Кемал, после в Узункюприйско и в 1891/1892 и 1892/1893 година в Димотика, един от центровете на гърцизма в Тракия. В 1894 година става учител в родния си град.
Влиза във ВМОРО веднага след основаването на организацията в 1894 година и става член на революционния комитет в Свиленград. В 1897 година е арестуван с всички учители след убийството на Иван Варсамов. След седем месеца са освободени и Чалъков емигира в Свободна България и става основен учител в Хебибчево. През лятото на 1899 година издържа в Казанлъшкото педагогическо училище изпит за завършен тригодишен педагогически курс, а след това и държавен изпит и е назначен за прогимназиален учител, като преподава български език, физика и химия.
Същевременно от 1898 до 1899 година е ръководител на пограничния пункт на ВМОРО в Хебибчево, като организира изпращането на чети, куриери и други. В 1900 година е делегат на Харманлийското дружество на Седмия македонски конгрес.
При изпращането на чета за Османската империя Чалъков прегазва Марица, заболява от бронхит, който се превръща в туберкулоза и умира през лятото на 1901 година. Оставя вдовица, двама сина и три дъщери.